# Vishua Karma
En el marco del hinduismo Vishvákarma es el dios de los artesanos y los arquitectos.; siendo descrito como el Arquitecto divino de Brahmā y los devas.

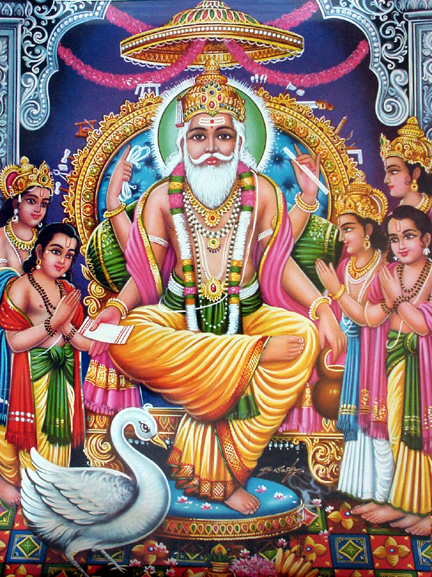
Vishuá Karma.

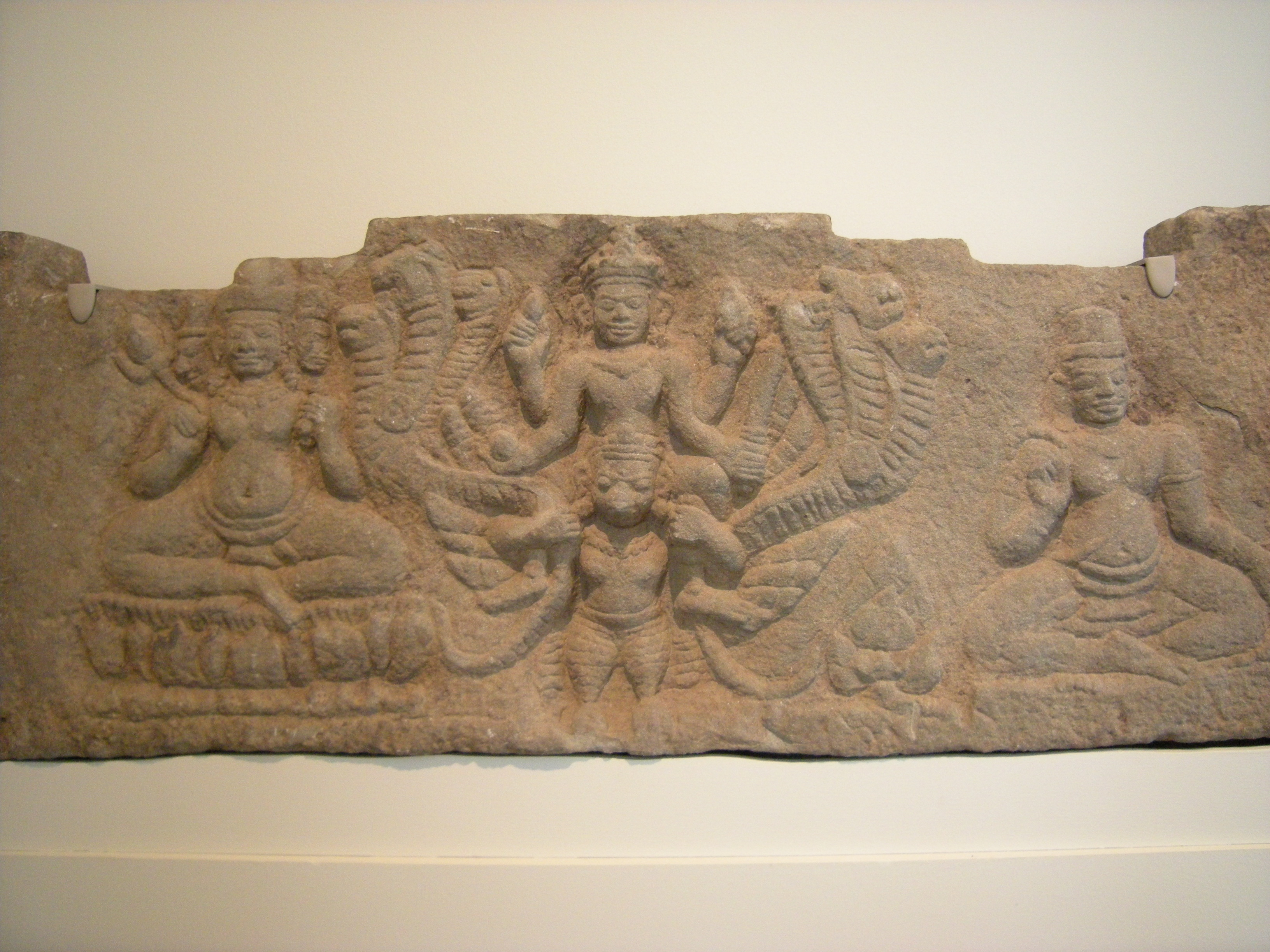
Vishuá Karma en un panel arquitectónico camboyano de arenisca (siglo X). Actualmente en poder del Trammell and Margaret Crow Collection of Asian Art, en Dallas (Texas). En el centro se ve al dios Vishnú, montado sobre su vehículo (el hombre pájaro Garudá). A la izquierda está el dios Brahmā de cuatro cabezas y a la derecha está Bishnakum (según el nombre que aparece en la placa del museo), el dios Vishvákarma, dios de la arquitectura.

- विश्वकर्मा, en escritura devanagari.
- viśvakarman o viśvakarmā, en el sistema IAST de transliteración.
- Etimología: ‘universo-realizar’, que hace todo, creador de todo.

Su vájana (‘vehículo’) es el jansa (‘cisne’).
Él es el «principal arquitecto universal», el artesano que fabricó y diseñó la geometría sagrada y la arquitectura divina a pedido de Brahmā, el dios creador del universo. En la mitología hinduista, Vishvákarma se considera el deva shilpi (arquitecto de los devas); en contrapartida a Maia Asura (el arquitecto de los asuras).

## Descripción
Su padre era Prabhas, el octavo ermita del legendario Astam Basu. Su madre era Ioga Siddha (hermana de Brijas Pati).
Se le representa  con una corona y joyas de oro, y cuatro manos que sostienen un pote de agua, un libro (lo cual es un anacronismo, ya que en esa época no había libros), un lazoy herramientas de artesano. Y en algunas tradiciones se le señala como el ser que reveló a los seres humanos el Sthápatia-veda (o cuarto Upa-veda). 
El Rig-veda describe a Vishwákarma como el dios de la visión multidimensional y la fuerza suprema. Puede predecir con anticipación en qué dirección se moverá su creación; y es la personificación del poder creativo abstracto inherente a las deidades, seres vivos y no vivos del universo. Por ello se le considera el quinto concepto monoteísta de Dios: es a la vez el Arquitecto y el Ingeniero Divino del Universo desde antes del advenimiento del tiempo. En la mitología posterior se identifica y/o sincretiza a veces con Tuashtri; sin embargo, igualmente se señala que en los primeros textos, Tuashtri (Tvastar) era quien cumplía el papel de la deidad artesana, y la palabra "Vishvakarma" se usaba originalmente como epíteto para cualquier deidad creadora poderosa.
Así, Viśvakarman es el artesano y arquitecto divino que construye y diseña las formas específicas dentro del universo creado por Brahmā; representando la manifestación práctica de la creación: la "mano divina" que transforma la visión de Brahmā en formas tangibles. Mientras Brahmā es el creador conceptual y quien genera los elementos fundamentales, el tiempo, el espacio y las almas individuales (jīvas); Viśvakarman es el ejecutor y el diseñador técnico. Obra que es mantenida por Visnú y que es llevada a su fin disuelta por Shiva; para luego volver a participar en la creación del nuevo universo en el ciclo cósmico de la creación y destrucción.

## Creaciones
Como deidad, él es el artesano divino de todo el universo,  cuya obra emergió del (efecto) de lila (el reflejo y/o la expresión del "juego divino). 
De acuerdo con algunas mitologías, es Vishvákarma quien diseño y construyó el universo completo, y el cielo y la tierra; siendo el arquitecto que duo origen al triloka (‘tres lugares’, el universo tripartito que consiste en el mundo mortal, los cielos y el inframundo).
Dentro de su creación, en manos de Vishvákarma, la realidad material ilusoria de maya no es un velo que solo nos separa de Paramatma, sino un medio para manifestar lo divino en formas que puedan ser percibidas y experimentadas. Por ejemplo, al construir el universo, Viśvakarma emplea maya para crear la multiplicidad de formas y fenómenos del universo, pero a diferencia de Maia Asura, estas formas que crea no están destinadas a atrapar a los seres en Maya evitando que los seres eleven y desarrollen su conciencia, ya que las estructuras que crea reflejan la armonía cósmica. Su uso de maya en sus creaciones está alineado con el propósito de ṛta (el orden cósmico).
Igualmente preside sobre las 64 artes mecánicas, y se le atribuye a Vishvákarma la creación de Astras (armas celestiales), y sus atributos divinos, entre ellos destacando el vashra (‘rayo’), y la lanza del dios Indra, hecha con la columna vertebral del sabio Dadichi. Igualmente se le describe como el diseñador de todos los Vimanas (carros voladores de los dioses) y el constructor de los palacios en donde habitan todos los semidioses. 
En el Majábharata y el Jari-vamsa, él es hijo del Vasu Prabhasa y su madre es Yoga Siddha. El Majábharata lo describe como «el señor de las artes, ejecutor de mil artesanías, el carpintero de los dioses, el más eminente de los artesanos, el modisto de todos los ornamentos, y un gran dios inmortal». Es considerado el obrero supremo, la esencia misma de la excelencia y la calidad en artesanato. Vishvákarma es el arquitecto divino de todo el universo.

### Maravillas arquitectónicas
A través de los cuatro iugás (eones de la mitología hindú), Vishvákarma construyó varias ciudades y palacios para los dioses. En orden cronológico, creó:
- Swarglok (el Cielo de los dioses) en satya iugá.
- Lanka en treta iugá.
- Dwarka (la capital de Krishná) en dwapar iugá.
- Hastinapur e Indraprastha 50 años antes del comienzo de kali iugá.

El templo de Jagannatha es un sagrado templo hinduista en Puri, muy famoso por sus enormes estatuas (hechas de madera) de Krishná y de sus hermanos Subhadra y Balaram, de los cuales Vishvákarma es considerado el escultor.

#### Sone Ki (dorada)Lanka
De acuerdo con la mitología hinduista, Sone Ki Lanka (Sri Lanka de Oro) era el lugar donde el demoníaco rey Ravana vivió en el treta iugá. Como se lee en el Ramayana, este era el palacio donde Ravana mantuvo secuestrada a Sita (la esposa del rey dios Rama). La historia de la construcción es la siguiente: Cuando el dios Shivá se casó con Párvati, le pidió a Vishvákarma que le construyera un hermoso palacio donde formar su hogar. Vishvákarma hizo un palacio completamente hecho de oro. Shivá invitó al sabio Ravana para que ejecutara el ritual grija pravesh (‘entrada en el hogar’).
Después de la sagrada ceremonia, Shivá le ofreció a Ravana que pidiera cualquier cosa como dakshina (honorarios).
Ravana, enamorado de la grandeza del palacio de oro, le pidió a Shivá que quería el propio palacio.
Shivá se vio obligado por el dharma a acceder al deseo del demonio, y así Lanka se convirtió en el palacio de Ravana.
Las fuentes tradicionales en cambio apuntan a Maia Asura como el arquitecto de la creación del palacio. Allí su hija Mandodari se casó con Ravana.

## La casta de los vishvákarmas
En India, hay una casta de bráhmanas que se conoce como vishvákarmas o vishvabrahmins y son una combinación de cinco categorías (pancha mukhi) de artesanos:
- kammari (herreros)
- vadrangi o vadla (carpinteros)
- ausula (orfebres)
- shilpi (escultores que hacen ídolos)
- kanchara (fundidores de bronce, que hacen toda la parafernalia de adoración de los ídolos, y a veces los ídolos mismos.